# Нотр-Дам-де-Нис
Нотр-Дам-де-Нис (фр. Basilique Notre-Dame de Nice) — католическая базилика на авеню Жана Медсана в центре Ниццы во Франции. Построена в архитектурных традициях неоготики по проекту Шарля Ленормана.
Построена между 1864 и 1868 годами, став самой большой церковью в Ницце, но не кафедральным собором города.
Стиль здания вдохновлён собором святого Маврикия в Анже и аббатством Сен-Серж д'Анжер. Стиль был продиктован желанием галлизировать город после того, как графство Ницца было уступлено Франции Сардинским королевством, поскольку готические здания считались типично французскими. Его характерными чертами являются две квадратные башни высотой 65 м, которые возвышаются над восточным фасадом вместе с большим окном-розой, на котором изображены сцены Успения Богородицы. Сама базилика также посвящена Успению в память о старом соборе, который стоял на Замковой горе.
29 октября 2020 года в результате террористического акта в базилике были убиты три человека. Подозреваемый был опознан как 21-летний нелегальный иммигрант из Туниса, который выкрикивал «Аллаху Акбар».